# Florian Braunek
Florian Antoni Braunek (ur. 3 lutego 1797 we wsi Grudna, pow. obornicki, zm. 11 lutego 1871 w Pogrzybowie, pow. ostrowski) – oficer armii pruskiej, francuskiej, egipskiej i amerykańskiej polskiego pochodzenia, uczestnik powstania listopadowego.

## Życiorys
Był jednym z sześciorga dzieci Józefa Wojciecha Braunka (1760-1816) i Brygidy Małgorzaty z d. Borzewskiej (1764-1840). W 1816 ukończył gimnazjum w Poznaniu, a następnie zaciągnął się do armii pruskiej i służył w 1 Pułku Ułanów Gwardii w Berlinie. W 1823 złożył dymisję i wyjechał do Francji, gdzie wstąpił do armii i wkrótce uzyskał awans na kapitana. W 1823 wziął udział w wojnie z Hiszpanią, walcząc w bitwach pod Trocadero i pod Kadyksem. Po zakończeniu wojny wyjechał do Londynu, gdzie krótko służył we flocie brytyjskiej. Z Anglii udał się do Egiptu, gdzie współpracował z gen. Piotrem Booyerem, zajmującym się organizacją armii wicekróla Muhammada Alego. Początkowo Braunek w stopniu majora dowodził artylerią w Kairze, a następnie uczestniczył w ekspedycjach karnych przeciwko buntującym się plemionom w Egipcie, Abisynii i w Sudanie. W 1830 w Aleksandrii zaciągnął się do austriackiej marynarki wojennej. Służył na okręcie admiralskim Francesco Bandiery, ścigając greckich piratów. Po porzuceniu służby, na okręcie greckim popłynął w kierunku Odessy. W czasie burzy statek zatonął, a Braunek stracił zbiór kosztowności, które przywiózł z Egiptu. Pieszo przez Bułgarię, Mołdawię i Bukowinę dotarł na ziemie polskie.

### Powstanie listopadowe
Po powrocie do kraju Braunek wstąpił do armii powstańczej i otrzymał stanowisko dowódcy gwardii przybocznej wodza naczelnego gen. Józefa Chłopickiego. Kiedy oddział rozwiązano, walczył w pułku krakusów pod komendą pułkownika Szymańskiego, a następnie w oddziale jazdy podlaskiej, dowodzonym przez pułkownika Antoniego Kuszla. Wyróżnił się w bitwie pod Kuflewem, za co został przedstawiony do odznaczenia. Po bitwie pod Ostrołęką otrzymał rozkaz sformowania pułku jazdy, który dołączył do korpusu gen. Samuela Różyckiego. Po wkroczeniu do Galicji jednostka została internowana, a Braunek trafił do niewoli. Po powrocie do Wielkopolski stanął przed sądem we Wschowie i skazany został na karę 9 miesięcy więzienia. Karę odbywał w więzieniu w Srebrnej Górze (Silberberg). Po odbyciu kary wyjechał z kraju.

### W służbie amerykańskiej
Do Stanów Zjednoczonych przyjechał w 1845. Uczestniczył w wojnie amerykańsko-meksykańskiej, a następnie wziął udział w wyprawie pułkownika Williama Johnsona, której celem była budowa fortów nad rzeką Rio Grande. Od 1850 służył w formacji Strażników Teksasu (Texas Rangers). W latach 1855–1858 pełnił funkcję szeryfa w hrabstwie Medina. W 1860 powrócił do Polski i zamieszkał w domu swojego bratanka. Zmarł 11 lutego 1871 i spoczął na cmentarzu w Pogrzybowie, gm. Raszków.